# Зубковицька сільська рада
Зубковицька сільська рада — колишня адміністративно-територіальна одиниця та орган місцевого самоврядування у Олевському районі Коростенської і Волинської округ, Київської й Житомирської областей Української РСР та України з адміністративним центром у с. Зубковичі.

## Населені пункти
Сільській раді були підпорядковані населені пункти:
- с. Зубковичі

## Населення
Кількість населення ради, станом на 1923 рік, становила 1 509 осіб, кількість дворів — 297.
Відповідно до результатів перепису населення СРСР, кількість населення ради, станом на 12 січня 1989 року, становила 1 767 осіб.
Станом на 5 грудня 2001 року, відповідно до перепису населення України, кількість мешканців сільської ради становила 1 643 особи.

### Мова
Розподіл населення за рідною мовою за даними перепису 2001 року:
| Мова       | Відсоток |
| ---------- | -------- |
| українська | 99,76 %  |
| російська  | 0,24 %   |

## Склад ради
Рада складалася з 16 депутатів та голови.

## Керівний склад сільської ради
| ПІБ                         | Основні відомості                                                         | Дата обрання | Дата звільнення |
| --------------------------- | ------------------------------------------------------------------------- | ------------ | --------------- |
| Гресько Григорій Сергійович | Сільський голова, 1956 року народження, освіта, безпартійний              | 26.03.2006   | 31.10.2010      |
| Гресько Григорій Сергійович | Сільський голова, 1956 року народження, освіта вища, член Партії регіонів | 31.10.2010   |                 |

Примітка: таблиця складена за даними джерела

## Історія
Створена 1923 року в с. Зубковичі Білокуровицької волості Коростенського повіту Волинської губернії. 7 березня 1923 року увійшла до складу новоствореного Олевського району Коростенської округи. Станом на 17 грудня 1926 року на обліку значаться хутори Дуброва, Кулижник, Стрічення та Чиста Лужа. Станом на 1 жовтня 1941 року хутори Дуброва, Кулижник, Чиста Лужа не перебувають на обліку населених пунктів.
Станом на 1 вересня 1946 року сільська рада входила до складу Олевського району Житомирської області, на обліку в раді перебували села Зубковичі та Стрічення.
29 червня 1960 року, відповідно до рішення Житомирського облвиконкому № 683 «Про об'єднання деяких населених пунктів в районах області», с. Стрічення об'єднане із с. Зубковичі.
На 1 січня 1972 року сільська рада входила до складу Олевського району Житомирської області, на обліку в раді перебувало с. Зубковичі.
Припинила існування 17 січня 2017 року через об'єднання до складу Олевської міської територіальної громади Олевського району Житомирської області.